# 원주대교
원주대교(原州大橋, Wonju Bridge)는 강원특별자치도 원주시 판부면에 있는 다리로, 중앙고속도로를 구성하는 고속도로 교량이다. 치악 휴게소와 남원주 나들목 사이에 위치하고 있으며, 치악 휴게소와 가까운 곳에 있다.

## 역사
- 1995년 8월 29일 : 중앙고속도로의 제천 나들목 ~ 남원주 나들목 구간이 완공되면서 개통하였다. 개통 당시에는 왕복 2차로였기 때문에 양방향(춘천 방면과 부산 방면) 통행이 가능하였다.
- 2000년 6월 1일 : 왕복 4차로로 확장이 되면서 북쪽 방향(춘천 방면)으로만 통행이 가능하게 되었다.(다리 바로 옆에 2차로로 된 남쪽 방향의 도로를 신설하지 않았으며, 서쪽으로 200m에서 300m 정도 떨어진 곳에 2차로로 된 남쪽 방향 도로를 신설하였다.)

## 정보
- 운송수단 : 중앙고속도로
- 교차지점 : 원주천
- 장소 : 원주시
- 시공 :
- 준공 : 1995년